# Бюргер, Михаил
Михаил или Михаэль Бюргер (в русских источниках также — Биргер, Бургер; нем. Michael Burger, 1686—1726) — прусский медик и химик, первый академик в области химии в Императорской Санкт-Петербургской академии наук, скончавшийся через четыре месяца после поступления на российскую службу.

## Биография
Родился в Мемеле (ныне — Клайпеда), окончил медицинский факультет Кёнигсбергского университета со степенью доктора медицины, полученной за диссертацию «De lumbricis» («О глистах»). Во время учёбы Бюргер познакомился с Лаврентием Блюментростом, будущим президентом Петербургской академии наук.
После окончания университета Бюргер занимался медицинской практикой в одном из приморских городов Курляндии.
После создания в 1724 году Петербургской академии наук, президентом её был назначен Л.Блюментрост, который занялся подбором кадров будущих академиков. К сентябрю 1725 года в академии были замещены должности руководителей всех кафедр, кроме кафедры химии и практической медицины, и Блюментрост предложил М.Бюргеру занять эту кафедру, поскольку не мог найти иной кандидатуры. Зная, что Бюргер практически не разбирается в химии, Блюментрост писал М. Бюргеру 4 сентября 1725 г. : «Так как у меня к Вам чрезвычайное уважение, и я уверен, что Вы со славою можете занять эту кафедру, то я докладывал Её Императорскому Величеству о Вас, и Государыня Всемилостивейше повелела предложить Вам кафедру химии и практической медицины с жалованьем 800 руб. в год с казенною квартирою, отоплением и освещением. Исполняю это с тем большим удовольствием, что я уже часто хлопотал о возобновлении с Вами старой дружбы. Если Вас несколько затруднит химия, её можно откинуть, так как Вы, как сказано, будете в особенности прилежать к практической медицине».
Несмотря на плохое здоровье и протесты родных, Бюргер принял предложение Блюментроста. По официальной версии Академии наук (четырехтомное издание «Российская академия наук. Персональный состав. 1724—2009», подготовленное при участии Архива РАН) 4 сентября 1725 года Михаил Бюргер был принят на должность профессора (академика) химии и практической медицины в Петербургскую академию наук.
Фактически Бюргер с женой прибыл в Санкт-Петербург только 13 марта 1726 года и проработал в академии только 4 месяца. 22 июля 1726 года, возвращаясь с именин Блюментроста, Бюргер в сильном опьянении вывалился из коляски и разбился насмерть. Его вдова, получив годовой оклад мужа, возвратилась в Либаву.
О научной деятельности Бюргера в Петербургской академии наук не имеется никаких документов. Как отметил Христиан Гольдбах в некрологе на смерть Николая Бернулли, скончавшегося 29 июня 1726 года: «О жизни же Бюргера мы ровно ничего сказать не можем, пока не будут представлены достоверные документы».